# Gerlinde Doberschütz
Gerlinde Doberschütz (n. 26 octombrie 1964, Meiningen, Republica Democrată Germană, Germania) este o canotoare ce a reprezentat Republica Democrată Germană, medaliată olimpică. A participat la o ediție a Jocurilor Olimpice (1988) în care a câștigat o medalie de aur.

## Participări
Lista de mai jos prezintă principalele competiții la care a participat Gerlinde Doberschütz de-a lungul carierei.
- rowing at the 1988 Summer Olympics – women's coxed four[*][4]